# Uroplatus fetsy
Uroplatus fetsy — вид ящірок з родини геконових (Gekkonidae). Вікритий у 2019 році.

## Поширення
Ендемік Мадагаскару. Знайдений лише у Національному парку Анкарана на півночі країни.

## Опис
Ящірка завдовжки 5,5 см.